# 巴塔里亚运动

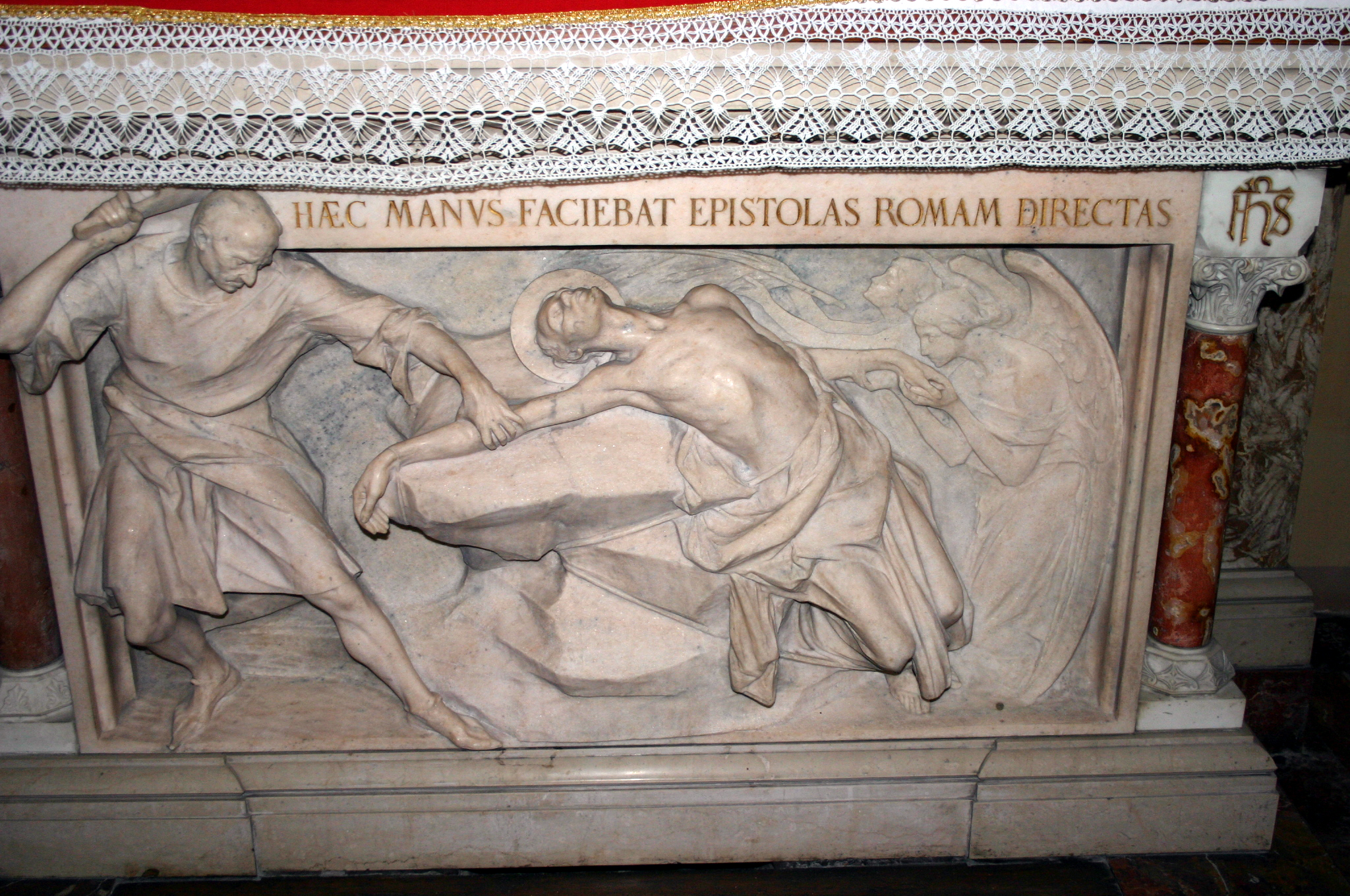
谋杀阿里亚多·达·卡里玛特(Arialdo da Carimate),pataria的冲突之一斑

巴塔里亚（pataria）是一个11世纪天主教米兰总教区的宗教运动，目的是改革圣职人员以及教省管理机构，并支持教宗制裁贩卖圣事以及圣职人员婚姻。那些参加该运动者被称为巴塔里尼（patarini，亦称 patarines 或patarenes，源自单数形式patarino），一个被其反对者选用的词汇，其含义是"ragpickers"，源自米兰方言patee，相当于意大利语stracci, "抹布"(rags)。总地说来，patarini是出于个人虔诚的商人。patarini及其支持者与贩卖圣事的总主教们一党之间的冲突最终导致了1070年代中期的内战，大撒克逊起义。在米兰的阿努弗笔下，它获得了它最可靠的同时代编年史记录。
巴塔里亚部分是教会改革运动如上帝的和平的结果，部分是由于米兰的社会情况。法国南部运动——如上帝和平与休战、阿尔比派——的影响波及到了巴塔里亚。在米兰继而流行于12世纪的阿尔比派运动即由巴塔里亚产生。巴塔里亚的主要对象是富有、世俗、贵族的地主以及贩卖圣事的、尼各老主义者圣职人员。巴塔里尼对米兰的主教座堂圣职人员的古老权利表示质疑，并支持额我略改革。他们加入了反对贩卖圣事、圣职人员婚姻以及娶妾的低级圣职人员的行列。圣职人员的道德也和修院纪律一样遭到攻击。在贫寒的低级圣职人员与教会的巨头们之间的矛盾重新成为焦点。
总主教圭多·达·维拉特是巴塔里亚的一位特别的受害者。1045年，在斗士兼采邑主教阿里贝托·达·因蒂米亚诺去世时，米兰人要求神圣罗马帝国皇帝亨利三世——他在其统治区域内控制着主教叙任——从四名确实retti ed onesti (清正廉洁)的候选人中选出一名：安瑟谟·达·巴奇沃、阿里亚多·达·卡里玛特、兰道尔佛·科塔、阿托(Atto, Archbishop of Milan|Attone)。但皇帝的选择却沦落到彻底世俗化的Guido，为人所知的是他对圣职人员婚姻、娶妾的支持，这总地来说在农村地区被接受，并在现在用尼各老主义指称，见《启示录》中的一段 (2:6, 14–15)。
但是，圭多没有履行其誓言以打击贩卖圣事，故被逼迫辞职。巴塔里尼起初用他们拒绝接受从有非正式妻子或有妾的枢机手中领圣体来抗议该弊端。一些教堂门可罗雀，而另一些则平信徒盈门。该运动由其领袖们——四位被拒绝的“清正廉洁”的司铎——策划。为了缓和局势，皇帝提名巴吉奥的安塞尔莫为天主教卢卡总教区总主教——使他安全地远离米兰，而总主教绝罚了棘手的阿里亚多·达·卡里玛特和兰道尔佛·科塔。
在教宗本笃九世之后，教宗也开始注意改革的紧迫性，教宗利奥九世谴责了圣职人员中的贩卖圣事和娶妾。当兰道尔佛·科塔尝试到教宗司提反九世面前表达米兰的“巴塔里尼”的立场时，总主教手下的恶棍在皮亚琴察抓住了他并几乎将他杀死。1061年的第二次袭击得手了。1060年，教宗尼各老二世在伯多祿·達彌盎和巴吉奥的安塞尔莫的指导下，派了一个代表团到米兰，使该城恢复了平静。
在兰道尔佛死后，他的兄弟圣额勒姆巴德接替了他的位置。他将该运动从最初的社会宗教性质转变为主要是军事性质。此时，“巴塔里亚”获得了教宗们——教宗历山二世和额我略七世的支持，而圣安博的位子则陷入了分裂和战争，直到总主教安瑟莫三世重建了秩序。
奥克语词汇“pataric”后来成了Cathar(阿尔比派信徒)的同义词。游吟诗人雷蒙·乔丹(Raimon Jordan)之妻据报便是一位“pataric”。也有来自一位亚历山大基督教囚犯的谣传称，巴塔里尼们已经与穆斯林结成联盟共同对付十字军东征。这些谣传使菲奥雷的约阿基姆着迷，他利用其编出了一个“自海来的野兽”与“自陆来的野兽”之联盟的启示理论。